# Betzabeth Sarco
Betsabeth Rebecca Sarco Colmenarez (ur. 26 kwietnia 1994) – wenezuelska zapaśniczka. Zajęła 22. miejsce na mistrzostwach świata w 2015 roku. 
Piąta na igrzyskach panamerykańskich w 2023 i ósma w 2015. Brązowa medalistka mistrzostw panamerykańskich w 2019, 2020, 2023, a także igrzysk Ameryki Południowej w 2018 i igrzysk Ameryki Środkowej i Karaibów w 2023. Mistrzyni Ameryki Południowej w 2012. Wicemistrzyni panamerykańska juniorów w 2012 i 2013 roku.
Jej brat Cristián Sarco jest również zapaśnikiem.